# Ȩ̄̀
Ȩ̄̀ (minuscule : ȩ̄̀), appelé E macron accent grave cédille, est une lettre latine utilisée dans la romanisation du grec ancien.
Il s’agit de la lettre E diacritée d’un macron, d’un accent grave et d’une cédille.

## Utilisation
Le ȩ̄̀ est utilisé par certains auteurs comme translittération latin de l’êta varia et iota souscrit ‹ ῂ › grec.
La Bibliothèque nationale de France l’utilise notamment dans la romanisation du grec suivant la ISO 843 dans son catalogue.

## Représentations informatiques
Le E macron accent grave cédille peut être représenté avec les caractères Unicode suivants : 
- composé et normalisé NFC (latin étendu B, diacritiques) :

| formes    | représentations | chaînes de caractères | points de code | descriptions                                              |
| --------- | --------------- | --------------------- | -------------- | --------------------------------------------------------- |
| capitale  | Ȩ̄̀               | Ȩ◌̄◌̀                   | U+0112 U+0300  | lettre majuscule latine e macron diacritique accent grave |
| minuscule | ȩ̄̀               | ȩ◌̄◌̀                   | U+0113 U+0300  | lettre minuscule latine e macron diacritique accent grave |

- décomposé et normalisé NFD (latin de base, diacritiques) :

| formes    | représentations | chaînes de caractères | points de code              | descriptions                                                          |
| --------- | --------------- | --------------------- | --------------------------- | --------------------------------------------------------------------- |
| capitale  | Ȩ̄̀               | E◌̧◌̄◌̀                  | U+0045 U+0327 U+0304 U+0300 | lettre majuscule latine e diacritique macron diacritique accent grave |
| minuscule | ȩ̄̀               | e◌̧◌̄◌̀                  | U+0065 U+0327 U+0304 U+0300 | lettre minuscule latine e diacritique macron diacritique accent grave |

## Sources
- Bibliothèque nationale de France, « Translittération du grec », sur Kitcat : portail d’aide au catalogage de la BnF